# بي (آن)
بي (بالفرنسية: Bey)‏ هي بلدية فرنسية تقع في إقليم الآن في فرنسا. رمز إنسي لها هو:1042. أما الرمز البريدي لها فهو: 1290.